# اس.ام. بالاد

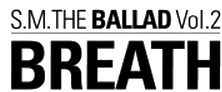
یک پروژه موسیقی

اس. ام. بالاد (شخصی‌سازی شده به صورت S.M. THE BALLAD) یک پروژه موسیقی بالاد احساسی است که از خوانندگان کمپانی اس.ام. انترتینمنت تشکیل شده‌است. این گروه نخستین آلبوم بلند خود به نام «دلتنگتم» را در سال ۲۰۱۰ و دومین آلبوم بلند خود که «نفس» نام داشت، در سال ۲۰۱۴ منتشر کرد.